# 古川済堯
古川 済堯（ふるかわ なるたか/なりたか）は、戦国時代の公家・大名。従五位下・侍従。姉小路家当主。

## 概要
かつて飛騨国の姉小路家は、三木氏に簒奪されて滅亡したとされてきた。しかし、近年発見された永禄6年（1563年）の『補略』によると、天文23年（1554年）9月には、古川家の済堯が従五位下・侍従に叙任されていることが確認されている。